# Sơn ca mỏ dày
Sơn ca mỏ dày, tên khoa học Ramphocoris clotbey, là một loài chim trong họ Alaudidae.

## Tham khảo

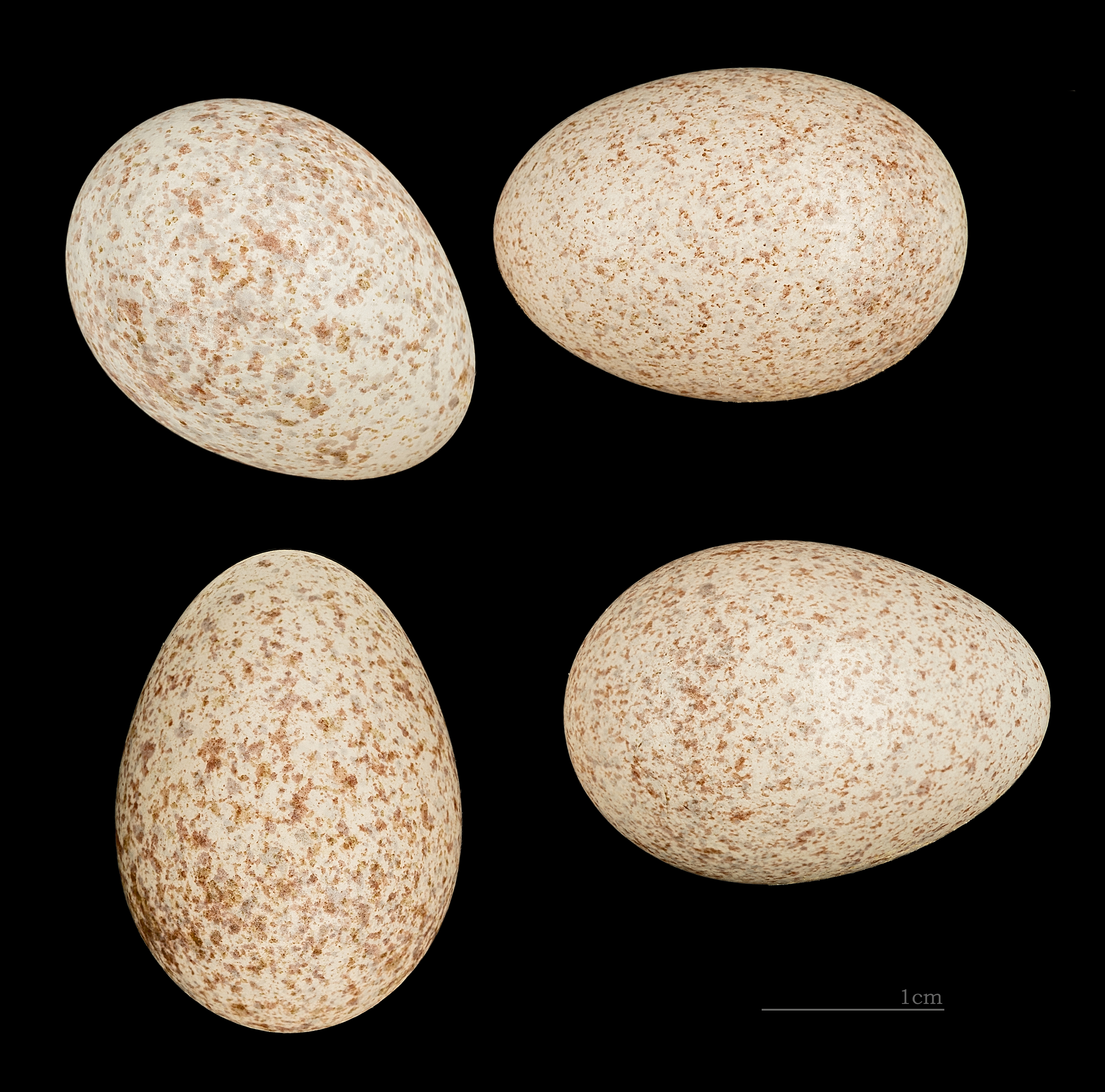
Trứng loài Ramphocoris clotbey